# Alain Chouet
Pour les articles homonymes, voir Chouet.
Alain Chouet, né le 24 août 1946 à Paris, est un ancien cadre supérieur du service extérieur de renseignement français, également  coauteur de plusieurs ouvrages concernant l’islamisme et le terrorisme.

## Biographie

### Études
Il est étudiant d'arabe à l'Institut national des langues et civilisations orientales. Il suit également des études de droit (licence,maîtrise au sein de l'Université de Paris II et enfin un diplôme d'études supérieures de science politique)[réf. nécessaire].

### Parcours professionnel
Il réussit le concours d'entrée d'analyste (cadre supérieur civil) du Service de Documentation Extérieure et de Contre Espionnage (SDECE) en juillet 1972. Après une première phase de formation dans les services centraux de ce service puis sa première affectation en centrale, il est envoyé à l'ambassade de France à Beyrouth où il travaille sous couverture de secrétaire d'ambassade. Il y reste de 1974 à 1976, avant d'être envoyé pendant trois ans à Damas (1976-1979).
Revenant à Paris, il est nommé chef du bureau de coordination des recherches et opérations anti-terroristes (1980-1985), puis est chargé de mission à l'ambassade de France au Maroc.
Il fait une première incursion dans le renseignement comme conseiller technique sur les affaires touchant à l'islam et au terrorisme auprès du directeur du renseignement (1996-1999). Il est nommé chef du Service de Renseignement de Sécurité à la DGSE, qui remplace l'ancienne section du contre-espionnage, en 2000-2001. Il quitte cette institution en 2001.
Il est chercheur associé à l'European Security Intelligence and Strategy Center, qui a son siège à Bruxelles et également  chargé de conférences au sein de l'Université de Paris II, dans le cadre de l'obtention du diplôme universitaire d'études des menaces criminelles contemporaines.[réf. nécessaire]

## Critiques
Selon un ancien membre de la DGSE écrivant sous le pseudonyme « Abou Djaffar », Alain Chouet est un « excellent connaisseur du monde arabe, [qui] a fait ses armes au Liban et en Syrie » mais « il a, tout au long de sa carrière, combattu des mouvements terroristes classiques organisés à la mode occidentale. Il n’a ainsi jamais vraiment compris le fonctionnement intime de la mouvance jihadiste ». Selon lui, Alain Chouet est « obsédé par les Frères musulmans égyptiens » et a « longtemps refusé d’envisager l’existence d’une mouvance terroriste échappant au contrôle d’un État ou d’une organisation religieuse. »

## Publications
- « L'Islam confisqué » - in Moyen Orient: médiations, migrations, démocratisations, sous la direction de R. Bocco et M.R. Djalili, PUF, Paris, 1994.
- « La désintégration par le politique » - in Tribus, tribalisme et États au Moyen Orient, Maghreb-Machrek n°147, Paris, mars 1995.
- (coauteur) Xavier Raufer (directeur), Anne-Line Didier, Richard Labévière et Leïla N., Atlas de l’Islam radical, Paris, CNRS éditions, 2007  (ISBN 978-2-271-06577-3).
- La Sagesse de l'Espion, Éditions du 81, Paris, 2010  (ISBN 978-2-915543-33-9).
- Au cœur des services spéciaux – La menace islamiste : fausses pistes et vrais dangers, entretien avec Jean Guisnel, La Découverte, Paris, 2011.
- Sept pas vers l'Enfer - Séparatisme islamiste : le désarrois d'un officier de renseignement, préface de Pierre Conesa, Flammarion, Paris, 2022.